# Norrmalmia sporthall
Norrmalmia sporthall är en fullstor idrottsarena belägen i centrala Piteå, Norrbotten. Arenan används som hemmaplan för Innebandyklubben Wibax-patriots och Öjebyns IBF samt handbollsklubbarna Strömnäs och Lillpite. Arenan används också till konserter och så sent som 2014 spelade Stiftelsen i Norrmalmia. 
Under vintern 2016 arrangerades delar av SM-veckan i Norrmalmia Sporthall. 